# 846
Năm 846 là một năm trong lịch Julius.

## Mất
- Đường Vũ Tông